# Sponzorirana vršna internetska domena
Sponzorirana vrhovna internetska domena (sTLD: sponsored top-level domain) je jedna od kategorija vršnih domena (TLDs: top-level domains) koje održava IANA za uporabu u sustavu domenskih imena na Internetu.  IANA zasad razlikuje tri skupine vršnih domena: vršna internetska domena za države (ccTLD: country-code top-level domain), generičke internetske domene (gTLD: generic top-level domain) i infrastrukturne vršne intetnetske domene.
Sponzorirana vršna internetska domena je specijalizirana vršna domena koja ima pokrovitelja. Pokrovitelj predstavlja posebnu zajednicu koju poslužuje domena. Zajednice koje su uključene zasnivaju se na narodnosnim, zemljopisnim, strukovnim, tehničkim ili ostalim tematskim konceptima koje predlažu privatne agencije ili organizacije koje uspostavljaju i sprovode pravila koja ograničavaju eligibilnost registranata za uporabu vršne domene.
Općenito govoreći sponzorirana TLD je specijalizirana TLD koja ima pokrovitelja koji predstavlja užu zajednice koja je većinom pogođena TLD-om, dok nesponzorirana TLD djeluje pod mjerama koje je uspostavila globalna internetska zajednica izravno putem ICANN-ovih procesa.
| Vršna domena | Eligibilnost                                                                            | Pokrovitelji                                                                        |
| ------------ | --------------------------------------------------------------------------------------- | ----------------------------------------------------------------------------------- |
| .aero        | Članovi industrije zračnog prijevoza                                                    | SITA                                                                                |
| .asia        | Kompanije, organizacije i pojedinci iz regije Azija-Tihi ocean                          | DotAsia Organisation                                                                |
| .cat         | Katalonska jezična i kulturna zajednica                                                 | Fundació puntCat                                                                    |
| .coop        | Kooperativne asocijacije                                                                | DotCooperation LLC                                                                  |
| .edu         | Postsekundarne ustanove koje akreditira agencija koju priznaje Odjel za obrazovanje SAD | EDUCAUSE                                                                            |
| .gov         | Vlada SAD                                                                               | General Services Administration                                                     |
| .int         | Organizacije koje su uspostavljene međunarodnim ugovorima između Vlada                  | IANA                                                                                |
| .jobs        | Menadžeri ljudskih resursa                                                              | Society for Human Resource Management                                               |
| .mil         | Vojska SAD                                                                              | DoD Network Information Center                                                      |
| .mobi        | Davatelji i potrošači mobilnotelefonskih proizvoda i usluga                             | dotMobi Arhivirana inačica izvorne stranice od 22. siječnja 2013. (Wayback Machine) |
| .museum      | Muzeji                                                                                  | Museum Domain Management Association                                                |
| .post        | Poštanske usluge                                                                        | Universal Postal Union                                                              |
| .tel         | Za poslovne subjekte i pojedince radi objavljivanja kontaktnih podataka                 | Telnic Ltd.                                                                         |
| .travel      | Putničke agencije, zrakoplovne tvrtke, hotelijeri, turistički uredi itd.                | Tralliance Corporation                                                              |
| .xxx         | Pornografske stranice                                                                   | ICM Registry                                                                        |

Očekuje se porast broja ovakvih domena, uključujući vršne domene imenovane prema ili pod kontrolom neke kompanije. Vidi predložene vršne domene i popis vršnih internetskih domena#generičke vršne domene ICANN-a.